# Gloria Negrete McLeod
Gloria Negrete McLeod (ur. 6 września 1941 w Los Angeles) – amerykańska polityk, członkini Partii Demokratycznej.

## Działalność polityczna
Od 2000 do 2006 zasiadała w Zgromadzeniu Stanowym Kalifornii, a od 2006 w Senacie stanu Kalifornia. Następnie od 3 stycznia 2013 do 3 stycznia 2015 przez jedną kadencję była przedstawicielką 35. okręgu wyborczego w stanie Kalifornia w Izbie Reprezentantów Stanów Zjednoczonych.